# Lammergier
De lammergier (Gypaetus barbatus) of baardgier is een vogel uit de familie van havikachtigen (Accipitridae). De wetenschappelijke naam van de soort werd als Vultur barbatus in 1758 gepubliceerd door Carl Linnaeus.

## Leefwijze
De lammergier voedt zich voor 80% met botten van kadavers. Door de grote snavelopening kan hij botten tot 18 cm groot in een keer doorslikken. Grotere botten neemt hij mee in de lucht om ze op rotsen kapot te laten vallen. Botten bevatten naast kalk tevens eiwit, en het merg is eveneens voedzaam. Deze vogel kan door gebruik te maken van thermiek urenlang in de lucht cirkelen zonder een enkele vleugelslag.

## Kenmerken
De lammergier heeft eigenlijk een witte borst, maar hij heeft de gewoonte deze met rode klei te bestrijken. De witte kop en lange staart zijn een goed kenmerk. De lengte is 100 tot 115 cm en de spanwijdte 2,50 tot 2,82 meter. Deze vogel heeft een gewicht van 4,5 tot 7,1 kilogram.

## Ondersoorten
Er worden drie ondersoorten onderscheiden:
- G. b. barbatus: noordwestelijk Afrika.
- G. b. aureus: van zuidelijk Europa tot noordoostelijk China, door de Himalaya tot Nepal en westelijk Pakistan; volgens diverse auteurs is er geen onderscheid met de typische ondersoort[4]
- G. b. meridionalis Keyserling & Blasius, 1840: zuidwestelijk Arabië, noordoostelijk, oostelijk en zuidelijk Afrika.

## Status
De naam "lammergier" stamt uit de tijd dat men dacht dat de vogel op lammeren en zelfs kinderen joeg. In Europa is dat een van de redenen geweest dat het dier halverwege de 20ste eeuw vrijwel is uitgestorven; lange tijd werd er jacht op gemaakt.
In de 21ste eeuw zijn er, ondanks allerlei beschermingsmaatregelen, een aantal bedreigingen die de soort kwetsbaar maken, zoals het uitleggen van vergiftigd aas (om roofdieren in het algemeen te bestrijden), aantasting van het leefgebied waaronder ook de plaatsing van windturbines en elektriciteitsmasten, het verstoren van broedende vogels en een verslechterd voedselaanbod door veranderingen in de manier waarop vee gehouden wordt (van extensief naar intensief).
De grootte van de wereldpopulatie werd in 2004 geschat op ruwweg 1300 tot 6700 volwassen vogels. De lammergier gaat in aantal achteruit. Om deze redenen staat deze gier sinds 2015 als gevoelig op de Rode Lijst van de IUCN.

## Verspreiding
Restanten van de oorspronkelijke populatie lammergieren leven op Corsica, Kreta en in de Pyreneeën.
De lammergier is geen vaste gast in Nederland en België. Af en toe worden wel zwervers van herintroductieprojecten waargenomen. In mei 2021 vloog een lammergier tegen een windmolen in de Wieringermeer.
Voor de aanwezigheid van wilde lammergieren in Nederland bestaan geen voldoende gedocumenteerde waarnemingen.

### Herintroducties
In de Alpen werden de laatste vogels ongeveer honderd jaar geleden uitgeroeid. De laatste lammergier in het Zwitserse kanton Wallis zou in 1877 zijn gedood door vergiftiging. In september 1978 is er een grootschalig herintroductieproject gestart met jonge gieren afkomstig uit Afghanistan. In 1986 werden in het Oostenrijkse nationale park Hohe Tauern broedparen uitgezet. In Zwitserland zijn onder andere nabij Engadin en sinds 2010 in het Calfeisental, Vättis, aan de noordzijde van de Alpen, broedparen uitgezet. In Engadin was het project succesvol en broeden de lammergieren opnieuw in de vrije natuur. In Frankrijk zijn op verschillende plekken vogels uitgezet, zowel in de Alpen als in het Centraal Massief. In het Parc national de la Vanoise (Grajische Alpen) is sinds 1997 een levensvatbare populatie. Ook in Italië zijn vogels uitgezet. Tot 2005 waren in totaal 137 broedparen uitgezet in de Alpen.
Ook in Spanje (onder andere in de Pyreneeën) zijn gieren uitgezet en vanuit Spanje hebben ze ook Portugal bereikt.

## Afbeeldingen

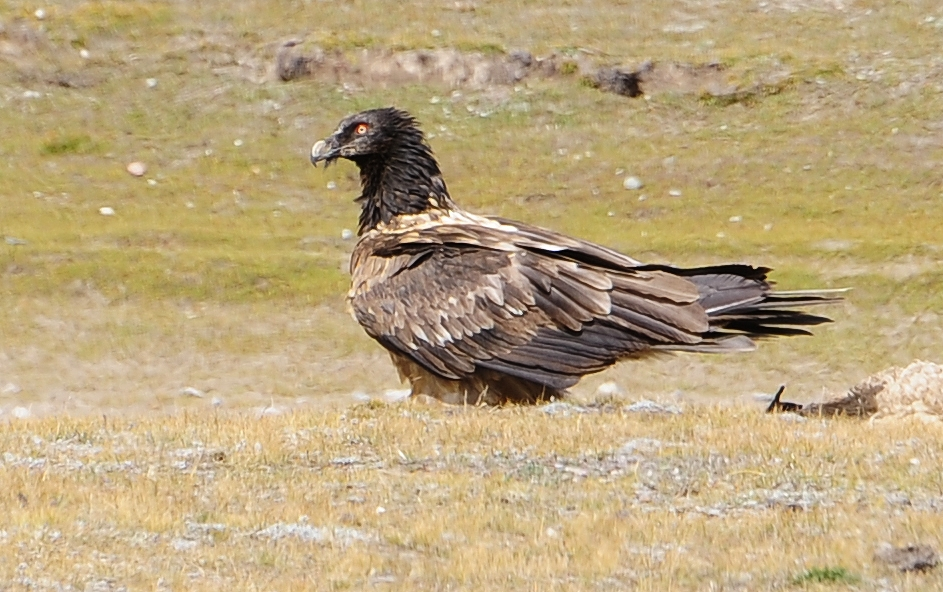
Juveniel
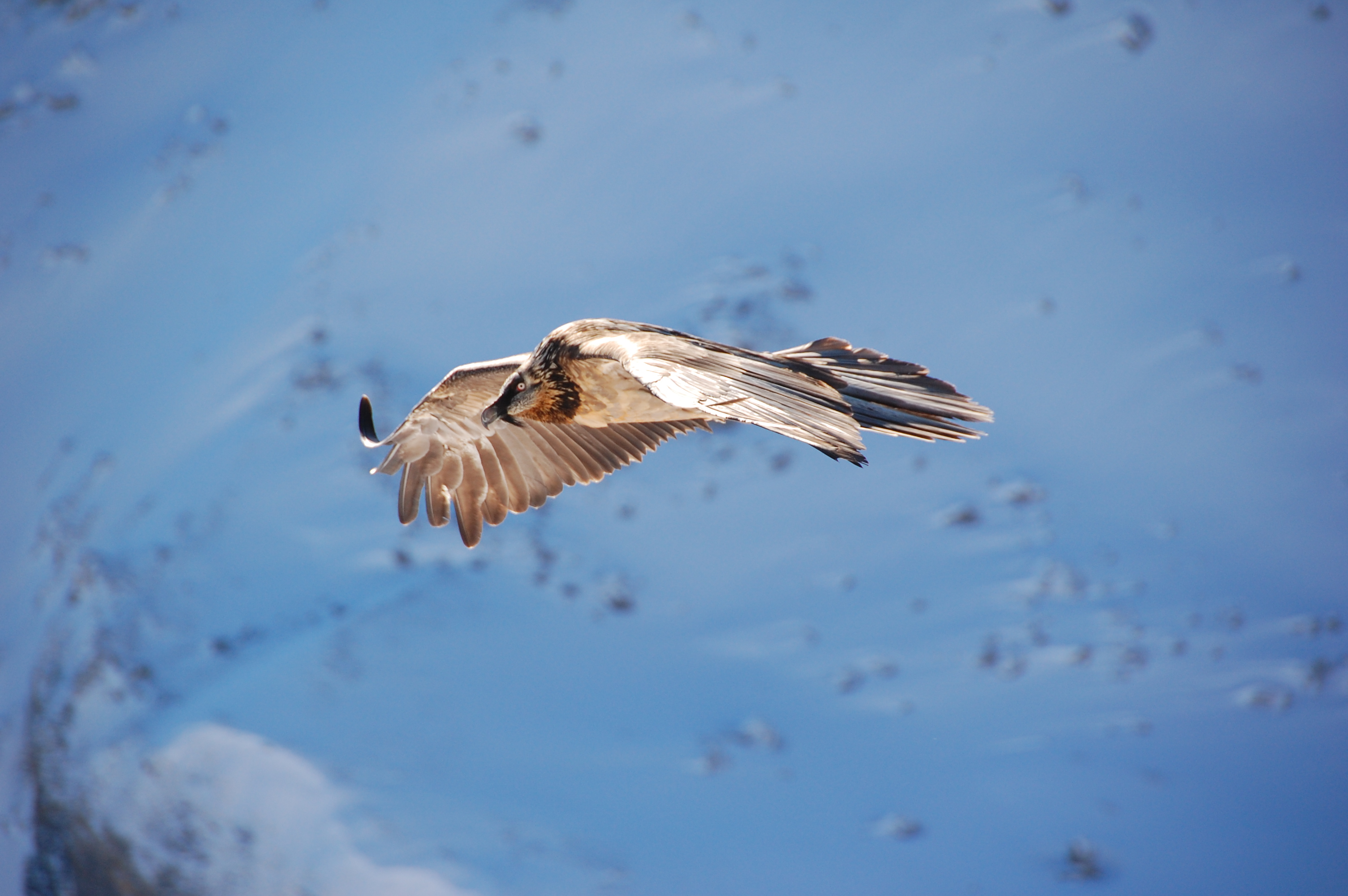
Vliegbeeld
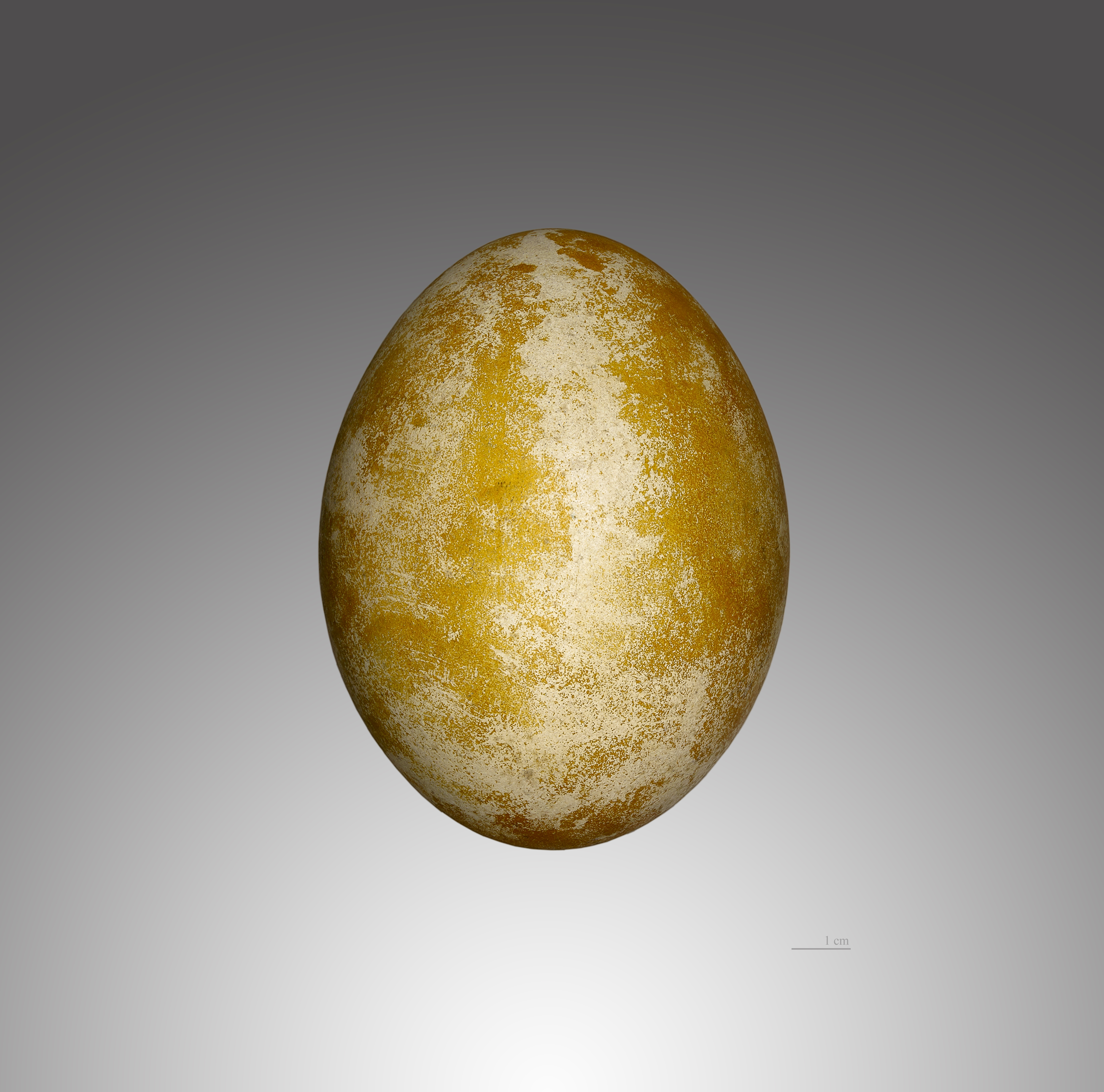
Ei (gypaetus barbatus aureus)